# Caroline Castell
Caroline Castell (født 6. april 1994) er en dansk sangerinde, der primært er kendt for sine titelmelodier til danske tv-serier, bl.a. med titelsangen 'Tidsrejsen' til julekalenderen af samme navn, der blev sendt på DR i 2014. 

## Musikkarriere
Caroline Castell står bag to titelsange til julekalendere på DR, Tidsrejsen (2014) og Tidsrejsen 2 (2024) samt titelsangen til opfølgeren Tidsrejsen - Arven efter Drago (2025). De to sidstnævnte sange var duetter med rockbandet Jonah Blacksmith.
Hun har yderligere skrevet og sunget titelsangen til TV2s juniorserie, Losers United. 
Julesangen, Tidsrejsen, har en fast plads i toppen af de danske hitlister i november og december og opnåede i 2024 dobbelt platin. 
Juleaften 2024 var Caroline Castell den mest streamede danske sangerinde på musiktjenesten Spotify.
I marts 2025 offentliggjorde hun på sin Instagram, at hun har fået en pladekontrakt på et af verdens største pladeselskaber Warner Music og skal udgive et album i løbet af 2025.

## Privat
Ved siden af sin musikkarriere, arbejder hun som kommunikationsrådgiver i bureauet FRIDAY og arbejder yderligere som klummeskribent og podcastvært under sit borgerlige navn, Caroline Cecilie Olesen. 
Hun har to børn og bor i København.